# Apatania tavala
Apatania tavala är en nattsländeart som först beskrevs av Donald G. Denning 1953.  Apatania tavala ingår i släktet Apatania och familjen Apataniidae. Inga underarter finns listade i Catalogue of Life.